# Fristaten Waldeck-Pyrmont
Fristaten Waldeck-Pyrmont var en delstat i Weimarrepublikens Tyskland som skapades när Fredrik av Waldeck och Pyrmont tvingades abdikera 1918 som en följd av tyska revolutionen.
Enligt den provisoriska författningen av 15 april 1919 bestod lantdagen av 21 deputerade. Förvaltning och finanser sköttes av Preussen. Efter en folkomröstning i oktober 1921 avskildes staden och distriktet Pyrmont från fristaten och införlivades med den preussiska provinsen Hannover. Återstoden av staten införlivades i den preussiska provinsen Hessen-Nassau efter ytterligare en folkomröstning 1929. Denna del av territoriet är idag en del av Landkreis Waldeck-Frankenberg i Hessen